# Wijda Mazereeuw
Wijda Mazereeuw (Países Bajos, 11 de agosto de 1953) es una nadadora neerlandesa retirada especializada en pruebas de estilo braza, donde consiguió ser subcampeona mundial en 1975 en los 100 y 200 metros estilo braza.

## Carrera deportiva
En el Campeonato Mundial de Natación de 1975 celebrado en Cali (Colombia), ganó la medalla de plata en los 100 metros estilo braza, con un tiempo de 1:14.29 segundos, tras la alemana Hannelore Anke; también ganó medalla de plata en los 200 metros estilo braza, con un tiempo de 2:37.50 segundos, de nuevo tras la alemana Hannelore Anke; y ganó la medalla de bronce en los relevos de 4x100 metros estilos, tras Alemania del Este y Estados Unidos.